# Ali Dinar
Ali Dinar (1856? – 6. listopadu 1916) byl súdánský politik. Vládl súdánské provincii Dárfúr od roku 1898 (pod částečnou správou Britů). Od roku 1916 bojoval v první světové válce za úplnou nezávislost a rozšíření své země na straně Ústředních mocností. Byl zabit v roce 1916 při bitvě proti egyptsko-britskému vojsku, Dárfúr byl dobyt v témže roce a následně byl připojen k britskému Súdánu.